# Honalo
Honalo és una concentració de població designada pel cens dels Estats Units a l'estat de Hawaii. Segons el cens del 2000 tenia 1.987 habitants.

## Demografia
Segons el cens del 2000, Honalo tenia 1.987 habitants, 717 habitatges, i 504 famílies La densitat de població era de 26,18 habitants per km².
Dels 717 habitatges en un 32,5% hi vivien nens de menys de 18 anys, en un 49,8% hi vivien parelles casades, en un 14,2% dones solteres, i en un 29,7% no eren unitats familiars. En el 22,0% dels habitatges hi vivien persones soles el 8,6% de les quals corresponia a persones de 65 anys o més que vivien soles. El nombre mitjà de persones vivint en cada habitatge era de 2,75 i el nombre mitjà de persones que vivien en cada família era de 3,15.
Per edats la població es repartia de la següent manera: un 25,5% tenia menys de 18 anys, un 7,2% entre 18 i 24, un 26,6% entre 25 i 44, un 26,5% de 45 a 64 i un 14,2% 65 anys o més.
L'edat mediana era de 39,2 anys. Per cada 100 dones hi havia 98,9 homes. Per cada 100 dones de 18 o més anys hi havia 96,29 homes.
La renda mediana per habitatge era de 43.125 $ i la renda mediana per família de 46.827 $. Els homes tenien una renda mediana de 27.270 $ mentre que les dones 23.098 $. La renda per capita de la població era de 17.584 $. Aproximadament el 13,0% de les famílies i el 19,1% de la població estaven per davall del llindar de pobresa.

## Poblacions més properes
El següent diagrama mostra les poblacions més properes.